# Libkov (Chrudimi járás)
Libkov település Csehországban, a Chrudimi járásban. Libkov České Lhotice, Horní Bradlo, Krásné, Liboměřice, Hodonín és Křižanovice településekkel határos. Lakosainak száma 88 fő (2024. január 1.).

## Népesség
A település lakosságának változását az alábbi diagram mutatja:
| Lakosok száma | 243  | 219  | 213  | 159  | 109  | 104  | 82   | 79   | 81   | 88   |
|               | 1869 | 1890 | 1921 | 1950 | 1980 | 2001 | 2017 | 2019 | 2022 | 2024 |